# Chafariz de Paulo Fernandes
O Chafariz de Paulo Fernandes, também conhecido como Chafariz do Catumbi, é uma fonte de água, construída em 1816. Está localizado no Catumbi, bairro da cidade do Rio de Janeiro. É um patrimônio histórico nacional, tombado pelo Instituto do Patrimônio Histórico e Artístico Nacional (IPHAN), na data de 11 de maio de 1938, sob o processo de nº 154-T-1938.

## História
O Chafariz do Catumbi foi construído no caminho que levava à zona norte da cidade, no ano de 1816, pelo Desembargador do Paço e Intendente Geral da Polícia Paulo Fernandes Vianna, com intuito de servir de bebedouro para cavalos, principalmente os da Polícia Militar, e para abastecer dez bicas do Campo de Santana através de encanamento de madeira. A fonte era abastecida pelo aqueduto do Catumbi.

## Construção
A fonte foi construída como reservatório tipo torre, em alvenaria. A torre é dividida em dois corpos, o da base e o superior. O corpo da base possui cimalha de três lados, um tanque em cantaria e, acima do tanque, uma caixa em cantaria com três bicas de bronze a princípio; tempos depois, instalaram mais duas bicas de bronze. No corpo superior, foi construída uma platibanda, uma varanda com balaustrada de ferro, uma porta que dá acesso a varanda e dois arejadores retangulares, um de cada lado da porta.